# Maleńcy
Maleńcy (ang. Klumpies, 2011) – brytyjski serial animowany, który swoją premierę w Polsce miał 15 stycznia 2013 roku na kanale MiniMini+.

## Opis fabuły
Maleńcy to nazwa plemienia małych ludzi, liczących 6 cm wzrostu. Mieszkają na wielkim drzewie, z którego rozciąga się piękny widok – dzięki temu, pomimo niskiego wzrostu, wiedzą co w trawie piszczy. Każdy odcinek przedstawia zabawne przygody czwórki nierozłącznych przyjaciół.

## Wersja polska
Wersja polska: na zlecenie MiniMini+ – Master Film

Wystąpili:
- Anna Wodzyńska – Ela Maleńka
- Adam Pluciński – Barti Błysk
- Katarzyna Łaska – Brzdąc
- Małgorzata Boratyńska – Słonko Błysk
- Andrzej Chudy – Król Maleńki
- Izabella Bukowska – Królowa Maleńka
- Grzegorz Kwiecień – Dionizy
- Mieczysław Morański – Mędrzec
- Cezary Kwieciński – Pan Mruk
- Łukasz Talik – Mruciek #1
- Klaudiusz Kaufmann – Mruciek #2
- Janusz Wituch – Kapitan Brzdęk
- Brygida Turowska – Mama Brzdąca i Słonka
- Robert Tondera – Tata Brzdąca
- Agnieszka Fajlhauer – Mama Brzdąca
- Adam Krylik – Robcio Muffin
- Mikołaj Klimek

i inni
Lektor: Wojciech Paszkowski

## Spis odcinków
| Premiera odcinka | N/o | Polski tytuł                  | Angielski tytuł             |
| ---------------- | --- | ----------------------------- | --------------------------- |
|                  |     |                               |                             |
| SERIA PIERWSZA   |     |                               |                             |
|                  |     |                               |                             |
| 15.01.2013       | 01  | Święto największego Babłka    | Big Pipple Sunday           |
|                  |     |                               |                             |
| 16.01.2013       | 02  | Śladami przyrody              | Nature Trail                |
|                  |     |                               |                             |
| 17.01.2013       | 03  | Maleńcy we mgle               | Klumpies in the Mist        |
|                  |     |                               |                             |
| 18.01.2013       | 04  | Piżamowa impreza              | Klumpy Sleepover            |
|                  |     |                               |                             |
| 20.01.2013       | 05  | Urodziny Bartiego             | Bertie's Birthday           |
|                  |     |                               |                             |
| 20.01.2013       | 06  | Król skrzypkiem               | The Fiddler King            |
|                  |     |                               |                             |
| 21.01.2013       | 07  | Bułeczki śmieszki             | Smiley Pipple Bread         |
|                  |     |                               |                             |
| 22.01.2013       | 08  | Super zjeżdżalnia             | Super Klumpy Bumpby         |
|                  |     |                               |                             |
| 24.01.2013       | 09  | Babłkowy tunel                | Digging for Pipples         |
|                  |     |                               |                             |
| 23.01.2013       | 10  | Maleńka epidemia              | Klumpydemic                 |
|                  |     |                               |                             |
| 25.01.2013       | 11  | Czary                         | Magic                       |
|                  |     |                               |                             |
| 27.01.2013       | 12  | Księżniczka i Babłko          | The Princess and The Pipple |
|                  |     |                               |                             |
| 29.01.2013       | 13  | Mysia i Gucio                 | Honey and Bunny             |
|                  |     |                               |                             |
| 28.01.2013       | 14  | Skarb                         | Treasure                    |
|                  |     |                               |                             |
| 30.01.2013       | 15  | Impreza                       | Party On                    |
|                  |     |                               |                             |
| 31.01.2013       | 16  | Blues Robcia Muffina          | Raggy Muffin Blues          |
|                  |     |                               |                             |
| 01.02.2013       | 17  | Rycerz maleńki                | Sir Klumpalot               |
|                  |     |                               |                             |
| 02.02.2013       | 18  | Król Mrutek i królowa Mrusiek | King Dimble & Queen Dimble  |
|                  |     |                               |                             |
| 03.02.2013       | 19  | Nad wodą                      | Cool By the Pool            |
|                  |     |                               |                             |
| 04.02.2013       | 20  | Klejnot w słońcu              | Jewel in the Sun            |
|                  |     |                               |                             |
| 06.02.2013       | 21  | Spadająca gwiazda             | Shooting Star               |
|                  |     |                               |                             |
| 05.02.2013       | 22  | Muzyczne nieporozumienie      | Musical Differences         |
|                  |     |                               |                             |
| 07.02.2013       | 23  | Babłoolimpiada                | Pippleympics                |
|                  |     |                               |                             |
| 08.02.2013       | 24  | Dzień Dionizego               | Dinsmore's Day              |
|                  |     |                               |                             |
| 09.02.2013       | 25  | Niespodzianka                 | The Surprise                |
|                  |     |                               |                             |
| 10.02.2013       | 26  | Dowódca Brzdąc                | Chip in Charge              |
|                  |     |                               |                             |